# Chinelo Okparanta
Chinelo Okparanta  (Port Harcourt, 1981) es una novelista y escritora de relatos y cuentos nigeriano-estadounidense. Su novela Under the Udala Trees ganó en 2016 el Premio Literario Lambda de Ficción Lésbica.

## Trayectoria
Nació en Port Harcourt y con 10 años emigró con su familia a Estados Unidos. Estudió en la Universidad Estatal de Pensilvania (Schreyer Honors College), la Universidad de Rutgers y el Programa en Escritura Creativa de Iowa.
Okparanta ha publicado relatos breves en diferentes medios y editoriales como Granta, The New Yorker, Tin House, The Kenyon Review, The Southern Review, TriQuarterly, Conjunctions, Subtropics y The Coffin Factory. Sus ensayos han aparecido en AGNI, el blog The Story Prize y el blog del Programa Internacional de Escritura de la Universidad de Iowa. Okparanta fue becada y, posteriormente, profesora visitante en la Universidad de Iowa, la Universidad Colgate, la Universidad de Purdue, el City College de Nueva York y la Universidad de Columbia. Fue profesora asociada de inglés y escritura creativa en la Universidad de Bucknell, donde también fue investigadora académica C. Graydon y Mary E. Rogers, así como profesora Margaret Hollinshead Ley de poesía y escritura creativa hasta 2021. Actualmente es profesora asociada de inglés y directora del Programa de Escritura Creativa en Swarthmore College.
Su primera colección de cuentos, Happiness, Like Water (Granta Books y Houghton Mifflin Harcourt), fue preseleccionada para el Premio Internacional de Cuento Frank O'Connor en 2013, finalista para el Premio de Ficción Young Lions de la Biblioteca Pública de Nueva York de 2014, y ganó el Premio Literario Lambda de Ficción Lésbica de 2014. Fue nominada a la Beca de Artistas de los Estados Unidos y fue finalista de la Iniciativa de Artes en Literatura Rolex para Mentores y Protegidos de 2014. Otros reconocimientos incluyen el Premio de la Sociedad de Autores de Midland de 2013 (finalista), el Premio Caine de Escritura Africana de 2013 (finalista) y más.
Su relato breve Fairness fue incluido en 2014 en The PEN/O Cuentos del Premio Henry, entre los 20 cuentos de ese año.
Happiness, Like Water fue elegida Editor's Choice por The New York Times Book Review el 20 de septiembre de 2013. La colección también fue catalogada como una de las mejores ficciones africanas de 2013 por The Guardian, y en diciembre de 2014 fue anunciada como finalista del Premio Etisalat de Literatura de Nigeria.
Su primera novela, Under the Udala Trees, se publicó en 2015 y fue traducida el español como Bajo las ramas de los udalas en 2017 por la editorial El baile del Sol. The New York Times calificó a Okparanta como una escritora elegante y precisa. Otros medios como The Guardian (Reino Unido) han descrito el libro Under the Udala Trees como una apasionante novela sobre la llegada a la madurez de una joven homosexual en Nigeria durante la guerra civil nigeriana en la que Okparanta conjuga un equilibrio entre una historia de amor y una historia de guerra. Pulse Nigeria nombró a Under the Udala Trees uno de los 10 libros nigerianos más relevantes de 2015. YNaija también lo incluyó en su lista de los diez libros más destacados de 2015. Afridiaspora la incluyó entre las mejores novelas africanas de 2015.
Under the Udala Trees fue elegido Editors' Choice por la revista New York Times Book Review y fue nominado para el Premio Kirkus Reviews de Ficción de 2015. Fue uno de los Mejores libros de 2015 de NPR, también figuró en las listas de "Lo mejor de" y "Los más esperados" de BuzzFeed, The Wall Street Journal, The Millions, Bustle, Shelf Awareness y Publishers Lunch, entre otras. Fue preseleccionado para el Premio a la Primera Novela del Centro de Ficción de 2015; nominado para el Premio NAACP Image de 2016 a la Obra Literaria Destacada de Ficción; nominado para el Premio Hurston/Wright Legacy de Ficción de 2016; finalista en los Premios Literarios Publishing Triangle de 2016 (Premio Ferro-Grumley), semifinalista del Premio al Primer Novelista VCU Cabell de 2016, preseleccionado para el Premio Chautauqua de 2016,[cita requerida] y también ganó el Premio Literario Lambda 2016 en la categoría de Ficción Lésbica General.
Under the Udala Trees, además, ganó el Premio Jessie Redmon Fauset Book Award en Ficción en 2016 y fue seleccionado para el Proyecto Amelia Bloomer de 2017 de la Asociación de Bibliotecas de Estados Unidos. También fue preseleccionado para el Premio Literario Internacional IMPAC de Dublín 2017. En 2017, Okparanta ganó el premio inaugural Betty Berzon Emerging Writer Award 2016 del Publishing Triangle. En abril de ese mismo año, Okparanta fue incluida por la editorial Granta en su lista de los mejores novelistas jóvenes estadounidenses, que se realiza una vez cada década.
Su ensayo literario titulado Trump in the Classroom está incluido en la antología de 2019 New Daughters of Africa, editada por la escritora ghanesa Margaret Busby.

## Legado
Los tres libros de Okparanta, Happiness Like Water, Under the Udala Tree y Harry Sylvester Bird, dan voz a historias de la comunidad LGBTQ+ y las personas negras desde la perspectiva de personas locales y extranjeras.
Hay que destacar de Okparanta que comenzó a escribir sobre estos grupos demográficos en una época en la que era realmente peligroso hacerlo, especialmente en Nigeria. Su valentía al contar su historia contrasta con su personalidad amable y reservada, por lo que en un artículo de la revista Open Country Magazine escrito por la nigeriana Paula Willie-Okafor, Okparanta fue etiquetada como "La amable rebelde".
Okparanta no cuenta historias fáciles; cuenta historias necesarias, trascendentales, y Under the Udala Trees es un ejemplo del impacto de su obra al optar por contar historias humanizadoras que desafían el silencio en torno a la vida queer africana. Se ha convertido en una parte importante de la razón por la que hoy se puede celebrar el florecimiento de la escritura que pone de relieve la identidad queer africana. 

## Obra
- 2013 - Happiness, Like Water (colección de relatos cortos).
- 2015 - Under the Udala Trees (novela)
- 2022 - Harry Sylvester Bird (novela).[28]